# Ricardo Couto Pinto
Ricardo Couto Pinto, né le 14 janvier 1996 au Luxembourg, est un footballeur luxembourgeois qui joue au poste de milieu de terrain au SC Bettembourg.

## Biographie

### FSV Salmrohr (2014-2016)
La carrière du joueur débute au sein du FSV Salmrohr, son club formateur, en Allemagne.

### F91 Dudelange (2016-2020)
En 2016, il rejoint son pays natal en signant avec le F91 Dudelange.
Dès sa première saison avec son nouveau club, il remporte le titre de champion de BGL Ligue en 2016-2017 ainsi qu'en 2017-2018,.
Le joueur remporte aussi la Coupe du Luxembourg en 2017.

#### Prêt au FC Differdange 03 (2018-2019)
Ayant peu de temps de jeu dans son club actuel, le joueur décide de s'engager en prêt pour la saison 2018-2019 avec le FC Differdange 03.

### US Mondorf (2020-2023)
Après quatre ans au sein du F91 Dudelange, le joueur signe un contrat avec l'US Mondorf, club de BGL Ligue en 2020.

### SC Bettembourg (depuis 2023)
En 2023, il rejoint le SC Bettembourg, alors en Promotion d'Honneur.
Il remporte avec son nouveau club le championnat dès sa première saison.

## Palmarès
| F91 Dudelange (3) : | SC Bettembourg (1) :                    |
| --- | --------------------------------------- |
| - BGL Ligue (2) - Champion : 2017 et 2018 - Coupe du Luxembourg - Vainqueur : 2017 - Supercoupe du Luxembourg - Finaliste : 2017 | - Promotion d'Honneur - Champion : 2024 |